# Manuele Fior

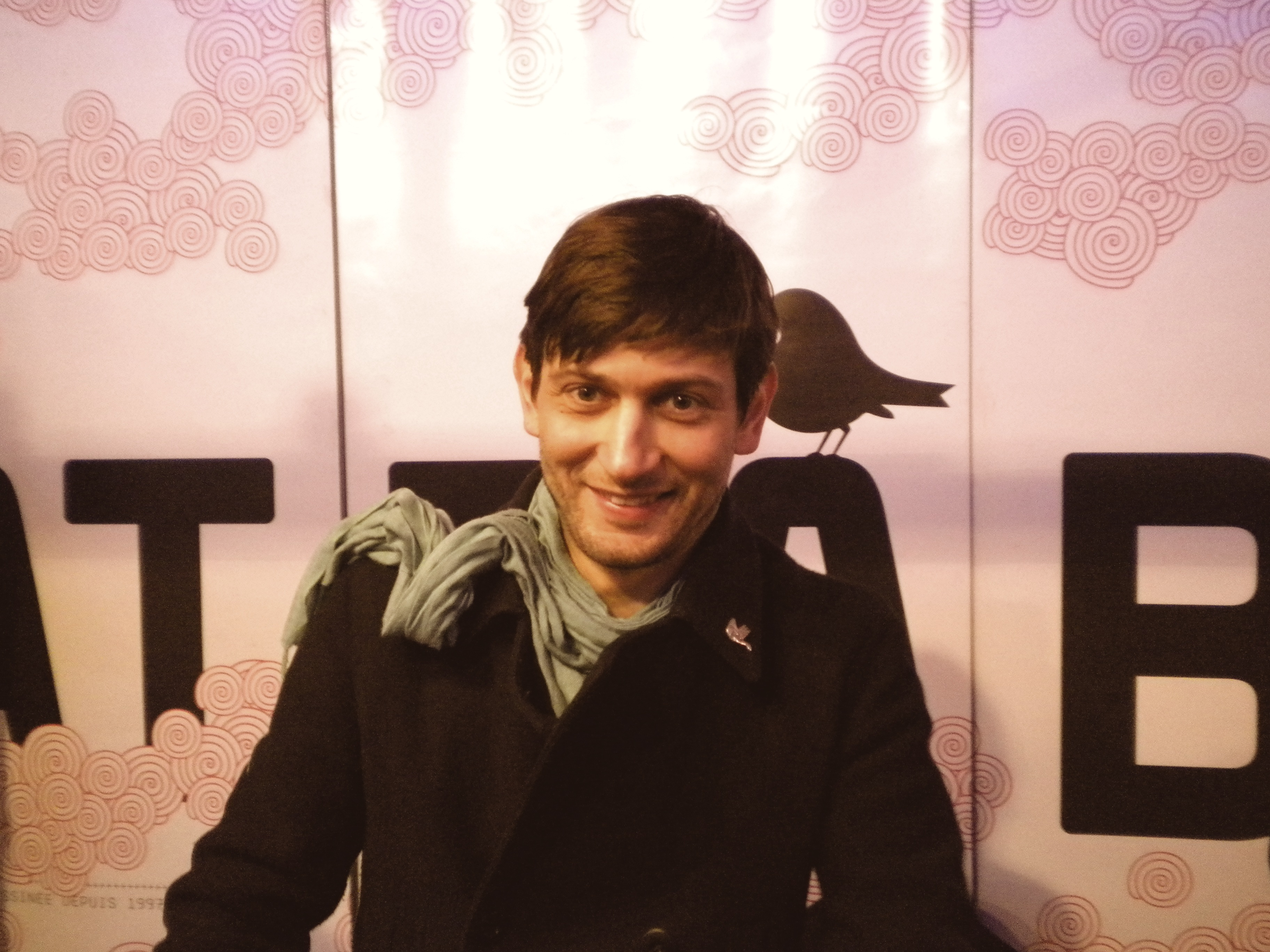
Manuele Fior in Angouleme (2011)

Manuele Fior (* 1975 in Cesena, Emilia-Romagna, Italien) ist ein italienischer Comiczeichner und Illustrator mit Wahlheimat in Paris. International bekannt ist er durch Comic-Alben bzw. Graphic Novels, die ihm zahlreiche Auszeichnungen einbrachten.

## Leben und Wirken
Sein Studium der Architektur an der Università Iuav di Venezia schloss Fior im Jahr 2000 ab. Er lebte danach zunächst in Berlin, wo er sich mit Aufträgen als Architekt sowie Illustrator über Wasser hielt. Comicverleger Johann Ulrich vom Avant-Verlag gefielen seine eingereichten Arbeitsproben so gut, dass eine fruchtbare Zusammenarbeit entstand. Zunächst veröffentlichte er einige kurze Arbeiten, darunter die gezeichnete Kurzgeschichte Giorgio im verlagseigenen Comic-Magazin Plaque. Danach erschienen in rascher Folge Arbeiten in den Comic-Magazinen Black, Bile Noire, Stripburger, Forresten sowie Osmosa.
Fiors Debüt Graphic Novel Menschen am Sonntag (2005) beschreibt die „Geschichte einer typischen Gruppe von Italienern im Ausland – mit einigen autobiografischen Zügen“. Der Protagonist zögert, Berlin hinter sich zu lassen, weil eine Liebesbeziehung noch nicht wirklich abgeschlossen ist.
Fiors zeichnerische Interpretation der Schnitzler-Novelle Fräulein Else (avant 2010) orientierte sich teils an Frauenporträts des Malers Egon Schiele. Der Verlag der Süddeutschen Zeitung brachte 2012 eine lizenzierte Neuausgabe als Band 9 ihrer Reihe Bibliothek Graphic Novels auf den Markt. In der Zeitung Le Monde diplomatique vom 14. Januar 2011 bekam Fior eine ganze Seite für seine gezeichnete Geschichte Der Maler über Arnold Böcklin und seine Inspiration für das Gemälde Die Toteninsel.
Insbesondere für seine Farbdramaturgie in Fünftausend Kilometer in der Sekunde bekam der Zeichner in Angouleme 2011 den Hauptpreis zugesprochen. Erzählt wird die Geschichte einer Dreiecksliebe, die durch räumliche Trennung geprägt und verunmöglicht wird. Lucia studiert in Norwegen, Piero betätigt sich in Ägypten als Archäologe und Nicola steigt in Italien in den Laden seines Vaters ein.
Sven Waskönig und Änne Seidel haben für die arte-Sendung Journal einen Beitrag über das Preisträger-Album Fünftausend Kilometer in der Sekunde gedreht, der am 13. Juni 2012 ausgestrahlt wurde.
2013 war er Jurymitglied der Auszeichnung Das außergewöhnliche Buch des Kinder- und Jugendprogramms des Internationalen Literaturfestivals Berlin.
Im Jahr 2005 zog Fior zunächst nach Oslo, bald darauf nach Paris, wo er bis heute (2013) lebt und arbeitet.

## Presseschau

### 5000 Kilometer in der Sekunde(2011)
„Fior arbeitet meisterhaft mit den Farbstimmungen, die seine Aquarelltechnik aufs Prachtvollste erzeugt.“

### Die Übertragung(2013)
„Diese Figuren, Raniero und Dora, sind weder besonders schön noch besonders intelligent, erfolgreich oder sympathisch. Aber: Sie sind komplex und lebensnah. Er habe realistische Figuren schaffen wollen, über die der Leser kein abschließendes Urteil abgeben könne. Auch über ihre Beziehung ist ein abschließendes Urteil nicht einfach: Sie ist intensiv, berührend, voller Spannungen und ohne echte Zukunft. Zu tief ist in dieser sich rasant verändernden Gesellschaft der Graben zwischen den Generationen. Geschickt und auf immer wieder unerwartete Weise verknüpft Manuele Fior die verschiedenen Ebenen seiner Geschichte: die außerirdische Kontaktaufnahme, die kritische Gesellschaftsvision und die Liebesgeschichte. Vieles deutet er nur an, manches lässt er ungesagt, mehrmals führt er uns in die Irre. Und über die Wirkung der extraterrestrischen Erscheinungen klärt er uns erst ganz am Schluss auf. Das macht aus Die Übertragung einen auf viele Seiten hin offenen, phasenweise unbehaglichen, immer aber faszinierenden Comic-Roman.“

„Beklemmend und bewegend.“

„Manuele Fiors Graphic-Novel-Meisterstück Die Übertragung erzählt vom Kommen und Gehen, Begegnungen der unheimlichen Art und der Identifikation einer Frau. [...] Es ist ein schönes langsames Buch, nicht vorwärtsdrängend wie die meisten Graphic Novels. Ein magischer Schimmer liegt über den Bildern, wie man ihn aus den alten Nitrofilmen kennt - der silver screen, für immer verloren, durch den harten Sicherheitsfilm, nun durch die Digitalisierung.“

„Dem italienischen Comickünstler Manuele Fior gelingt es, seine Leser zu überraschen. So auch diesmal, allein in der Form der Präsentation, denn seine neue Graphic Novel Die Übertragung legt er im klassischen Albenformat vor – mittlerweile leider unüblich für eine Graphic Novel – und in Schwarz-Weiß. [...] Doch Manuele Fior bleibt sich treu. Keine Geschichte ist wie die andere, für jede sucht er eine eigene Form – trotzdem bleibt der Stil des noch jungen Künstlers unverwechselbar. [...] Obwohl es sich um eine Science-Fiction-Story handelt, ist der erste Eindruck ein völlig anderer: Es fehlt das offenkundig Spektakuläre, die Erzählung läuft ganz leise an. Auch diesmal beweist Fior seine Meisterschaft in der behutsamen Einfühlung in Stimmungen, ins Innenleben seiner Charaktere. Durch die schwebende Leichtigkeit der Erzählung und die Mehrdeutigkeit der Geschehnisse wird der Leser zum Nachdenken angeregt, zur Interpretation der unaufgeregten Bilder, die im Laufe der Handlung ihre eigene Spannung entwickeln. Die Geschichte changiert zwischen lebensnahen und übernatürlichen Ereignissen, die jeweils rätselhaft bleiben. [...] Das Resultat ist eine lebendige, unvorhersehbare Geschichte, die dennoch gut strukturiert ist. Dabei gelingen Manuele Fior in Schwarz-Weiß ähnlich subtile Bilder wie in seinen farbigen Arbeiten. Und er beweist, dass Science-Fiction auch jenseits von Klischees funktionieren kann.“

„Die Übertragung ist ein Comic, der trotz der komplexen Thematik äußerst spannend ist und der sich insbesondere durch die Demonstration der spezifischen Möglichkeiten des Mediums auszeichnet.“

## Werke (Auswahl)
- 2005: Menschen am Sonntag, avant-verlag, Berlin (französisch Les gens le dimanche, Atrabile, 2004).
- 2006: Ikarus. Übersetzung aus dem Italienischen von Julia Schwebel, avant-verlag, Berlin, ISBN 3-939080-14-4 (französisch Icarus, Atrabile, 2006)
- 2010: Fräulein Else, avant-verlag, Berlin, ISBN 978-3-939080-43-5 (französisch Mademoiselle Else, Delcourt, 2009)
- 2011: Fünftausend Kilometer in der Sekunde, avant-verlag, Berlin, 143 Seiten, ISBN 978-3-939080-54-1 (französisch 5000 kilomètres par seconde, Atrabile 2010)
- 2013: Die Übertragung, avant-verlag, Berlin, ISBN 978-3-939080-78-7 (französisch L’Entrevue, Futuropolis, 2013)
- 2016: d'Orsay Variationen, avant-verlag, Berlin, ISBN 978-3-945034-47-7 (französisch Les variations d'Orsay, Futuropolis, 2015)
- 2018: Die Tage der Amsel, avant-verlag, Berlin, ISBN 978-3-945034-81-1 (französisch Les jours de la Merlette, Ici Meme, 2017)
- 2021: Celestia. Übersetzung aus dem Italienischen von Myriam Alfano, avant-verlag, Berlin, ISBN 978-3-96445-057-9[15] (französisch Celestia, Atrabile 2020)

## Auszeichnungen
- 2007 Premio Micheluzzi, Rubrik Bestes Design – Neapel Comicon für Menschen am Sonntag
- 2009 Prix de la Ville de Genève pour la bande dessinée, Genf
- 2010 Premio Gran Guinigi – Lucca
- 2011 Hauptpreis Prix du meilleur album des 38. Festival International de la Bande Dessinée d’Angoulême für Cinq mille kilomètres par seconde
- 2011 Premio Micheluzzi, Rubrik Bestes Album – Neapel Comicon